# Mariano Sánchez Soler
Mariano Sánchez Soler (Alacant, 2 de maig de 1954) és un periodista valencià. Llicenciat en Ciències de la Informació a la Universitat Complutense de Madrid. Ha exercit el periodisme des de 1979 i ha desenvolupat una intensa labor com a novel·lista, poeta i assagista de temes d'història actual, amb més de vint llibres publicats. Com a periodista ha estat redactor de tribunes d'El Periódico de Catalunya; col·laborador de Radio Nacional, la cadena Ser, Interviú, El Temps i Le Monde Diplomatique, entre altres publicacions. Ha estat cap de l'equip d'investigació i de la secció nacional del setmanari Tiempo, on ha treballat durant l'última dècada. Ha obtingut el Premi internacional Rodolfo Walsh de Literatura de No-ficció (2002) per Ricos por la Patria i el Premio de Narrativa Francisco García Pavón (2009) per Nuestra propia sangre. Més recentment, rebé el Premi de la Crítica Literària Valencia en la modalitat d'assaig (2012) pel llibre Anatomía del Crimen i la seva novel·la El asesinato de los marqueses de Urbina va rebre el Premi de Novel·la Negra L'H Confidencial (2013). Així com, ha rebut els premis Bruma Negra (2017), Castelló Negre (2020) i Black Mountain Bossòst (2021) per la seva trajectòria literària.
La seva producció literària comprèn obres narratives com: Historias del viajero metropolitano (1987), Alicant Blues. Crónica sentimental de una búsqueda (1994) i Lutitania Express (1996); les novel·les negres: Carne fresca (1987), Festín de tiburones (1990), Para matar (1996), Oasis pour l'OAS (2000) i Lejos del Orán (2003), i llibres de poesia: La ciudad flotante (1983), obra amb què va obtenir el Premi Álvaro Iglesias, i Fuera de lugar. Poesía 1972-2001 (2001), entre d'altres. Actualment es dedica plenament a la creació literària i a la investigació periodística i històrica, i dirigeix el Taller de Novel·la Negra de la Universitat d'Alacant.